# Grace George
Grace George (25 de diciembre de 1879 – 19 de mayo de 1961) fue una actriz estadounidense que trabajó mayormente en el teatro, teniendo una larga carrera en Broadway y llegando a hacer un total de dos películas.

## Biografía
Grace George nació el 25 de diciembre de 1879. Se casó con el productor William A. Brady y se convirtió en la madrastra de Alice Brady.
George interpretó a Esther en una adaptación de Ben Hur, una novela de Lew Wallace, la obra fue hecha en 1899. George hizo su primera aparición en la industria cinematográfica en Tainted Money (1915). En 1935, George fue aclamada por su interpretación como Mary Herries en la obra Kind Lady, la obra fue hecha por Edward Chodorov y se llevó a cabo en el Booth Theatre.
George hizo una aparición en la película Johnny Come Lately en 1943 protagonizada por James Cagney. En 1950, recibió la Medalla Delia Austriaca.

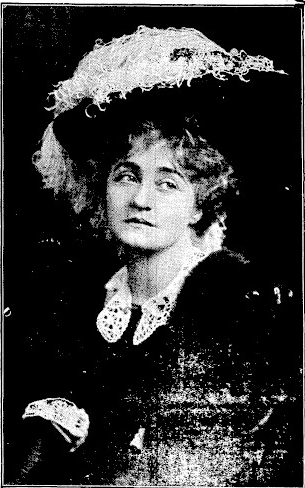
Grace George en "Sauce for the Goose," 1911

George murió el 19 de mayo de 1961.

## Vida personal
Grace George se casó con el actor William A. Brady en 1899. Su hijo, William Brady Jr. (1900–1935) nació en 1900. Brady Jr. se casó con la actriz Katharine Alexander y tuvieron una hija, Barbara Brady, quien se convirtió en actriz. Su sobrina, Maude George, fue una actriz que trabajó en varias películas de Erich von Stroheim.

## Filmografía
| Año  | Título             | Papel         | Notas |
| ---- | ------------------ | ------------- | ----- |
| 1915 | Tainted Money      |               |       |
| 1943 | Johnny Come Lately | Vinnie McLeod |       |